# Camoatim
Camoatim ou camoati (Polybia scutellaris) é uma pequena vespa da família dos vespídeos.

## Outros nomes e etimologia
Também são conhecidas pelos nomes de boca-torta, cabamoatim, canguaxi, enxu-da-beira-do-telhado.

## Distribuição
A camoatim é nativa da América do Sul, com ocorrências principalmente no Brazil e na Argentina.

## Descrição
Tais vespas medem cerca de 11 mm de comprimento, de coloração preta, com dois traços amarelados transversais, quase unidos, na margem posterior do tórax. Constroem seus ninhos de forma esférica, com a entrada assimétrica, geralmente recobertos de grandes processos espinhosos, nos beirais das casas ou nas janelas.